# 芬蘭奧林匹克委員會
芬蘭奧林匹克委員會（芬蘭語：Suomen Olympiakomitea）是芬蘭的國家奧林匹克委員會。該組織成立於1907年，是國際奧林匹克委員會和歐洲奧林匹克委員會的成員。1908年，首次參與在英國倫敦主辦的夏季奧運會。
現時，芬蘭奧林匹克委員會的總部設在首都赫爾辛基，自2020年11月21日起主席为扬·瓦帕沃里。

## 資料來源
1. ↑  .   [2014-05-28]. （原始内容存档于2010-08-17）.
2. ↑  Lund, Sakari. . Yle. 2020-11-21  [2021-01-12]. （原始内容存档于2020-11-29） （芬兰语）.